# IPhone X
Ајфон X (представља "десет") је паметни телефон којег је покренула, дизајнирала и произвела компанија Епл (Apple). То је једанаеста генерација Ајфона која је објављена у исто време када и Ајфон 8 и Ајфон 8 Плус.
Ајфон X се сматра да је телефон будућности због специфично усвојене технологије ОЛЕД екрана по први пут у историји ајфон уређаја, као и коришћење фактора у облику стакла и неруђајућег челика, нудећи бежично пуњење и уклањање кућног дугмета у корист увођења новог дизајна.
Отпорни су на воду и прашину. Ајфон Х има стаклену позадину уместо алуминијумске које је била код Ајфон-а 7 (енгл. Iphone 7). Постоји доста различитих мишљења о телефону, његов приказ и квалитет израде били су похваљени и камера се доста добро показала на тестовима. Телефон је примао посебно поларизован пријем захваљујући кућишту сензора на врху екрана и увођењу потпуно нове методе аутентификације.

## Историја
Телефон је најављен од стране Тима Кука, 12. септембра 2017. године. Знак X (римски број) у називу заправо представља број "десет".. Почетна цена је била 999 долара и то је до сада највећа цена једног Ајфона.У продају је пуштен 5. новембра 2017. године у Америци за десету годишњицу Ајфона. Ајфон Х је укинут 12. септембра 2018. године након објављивања нових Ајфон ХС,Ајфон ХС Макс и Ајфон ХР. Као резултат тога, са роком трајања од нешто више од 10 месеци, Ајфон ХС је имао најкраћи рок трајања као водећи уређај у историји Ајфон-а. Дана 22. новембра 2018. године, Епл је наводно наставио производњу Ајфон Х-а због слабе продаје својих наследника. Ајфон Х остаје укинут, али од фебруара 2019. године,ЕПЛ је почео да продаје обновљене моделе. Оперативни систем ИОС 11 чини телефон моћнијим и интелигентнијим него икад.

## Особине
Ајфон X има Супер Ретина дисплеј са резолуцијом од 2436x1125 и дијагоналом од 5,8 in (150 mm). Ово је први паметни телефон компаније Епл са технологијом екрана ОЛЕД. Дисплеј се протеже целом површином телефона. Уграђена је нова функција откључавања у којем корисници требају само погледати у екран и повући прстом по екрану ка горе (енгл. Face ID). Препознаје кориснике захваљујући бионичком чипу који користи програм препознавања лица. Препознавања лица је критиковано због тога што захтева да се директно гледа у екран, иако се та опција може онемогућити. У односу на отисак прста, овај систем је безбеднији јер је вероватноћа да неко има исто лице као власник један према милион. Процесор телефона је "Apple A11 Bionic Neural". Задња камера од 12 мегапиксела са двоструком оптичком стабилизацијом, има оптички зум и дигитални зум до 10х. Камера има портретни и панорамски начин фотографисања. Предња камера има 7 мегапиксела. Батерија траје 2 сата дуже него код Ајфона 7. Телефон подржава бежично пуњење. Телефон има 64 GB или 256 GB меморије.Овај модел биће доступан у белој и свемирско-сивој нијанси и може обављати 600 милијарди операција у секунди. Нема дугме Home, корисник само додирне екран и телефон се „буди“. Код Ајфона X уведени су такозвани анимоџији– анимиране 3Д емоџије који се могу контролисати изразом лица.

###### Капацитет
- 64 GB
- 256 GB

###### Процесор
- A11 Bionic са 64-битном архитектуром
- Неуронски погон
- Уграђени копроцесор са М11 за обраду покрета
- 3 језгра

###### Димензије
- Висина: 143,6 мм
- Ширина: 70,9 мм
- Дебљина: 7,7 мм
- Тежина: 174 грама

###### Рам
- 3 GB
- Врста рама LPDDR4

###### Батерија
- Капацитет 2716 mAh
- Пуњач 5 V / 1 A
- Безично пуњење

## Проблеми
У новембру 2017. године, први корисници новог телефона су известили да имају проблема са активацијом на одређеним мобилним оператерима.
Корисници Ајфона пријавили су да екран уређаја неће реаговати након брзог пада температуре. Епл је објавио иос 11.1.2 16. новембра 2017. године, поправљајући овај проблем. Нови ајфон модели, укључујући Х, 8 и 8 Плус, немају могућност повезивања са новом генерацијом бежичне ЛТЕ везе за пренос података.